# غارهای فراموشی
غارهای فراموشی (به انگلیسی: The Lotus Caves) رمانی علمی–تخیلی برای نوجوانان است از جان کریستوفر که اولین‌بار در سال ۱۹۶۹ به چاپ رسید. بر پایهٔ این کتاب تاکنون یک فیلم و چند سریال تلویزیونی ساخته شده‌است.

## داستان
سال ۲۰۶۸ است و دو دوست به نام‌های مارتی و استیو در یک شهر که با نام حُباب (The Bubble) شناخته می‌شود در سطح ماه زندگی می‌کنند. آنها اجازه دارند تا با خودروهای ماه‌پیما در منطقهٔ مجاز سواری کنند. در یکی از این گردش‌ها متوجه می‌شوند که رانندهٔ پیشین خودروی ماه‌پیما یادش رفته کلیدی را با خود بردارد که به آنها اجازه می‌دهد از منطقهٔ مجاز گردش خارج شده و به نواحی دیگر ماه وارد شوند و با لباس مخصوص از خودرو پیاده شوند. آنها این فرصت بادآورده را از دست نمی‌دهند و به منطقه‌ای می‌روند که یکی از اولین‌های پایگاه‌های ماه در آن قرار دارد و در آن پایگاه متروک، دفترچهٔ خاطرات اندرو ثورگود (Andrew Thurgood) را می‌یابند که سال‌ها پیش در ماه ناپدید شده‌است. در آن دفترچه مختصات مکانی را می‌یابند که اندرو ادعا کرده در آنجا یک گُل بزرگ را دیده‌است. پس از کمی مشاجره به آنجا می‌روند و خودروی ماه‌پیمای آنها در غاری سقوط می‌کند که در آن گیاهان عجیبی وجود دارند که همگی بدست یک هوش برتر بیگانه کنترل می‌شود. در آن غار اکسیژن زیادی وجود دارد و می‌توانند به‌راحتی تنفس کنند و مردی را می‌بینند که سال‌هاست در آن غار زندگی کرده ولی پیر نشده‌است. تمام مواد غذایی مورد نیاز از میوه‌های مختلف وجود دارد، و هر چیزی که می‌خواهند پس از اندکی برای آنها فراهم می‌شود. به تدریج متوجه می‌شوند که موجود بیگانه در حال اثر گذاشتن بر مغز آنهاست و به فکر چاره می‌افتند.

## برگردان فارسی
این کتاب بدست حسین ابراهیمی الوند به فارسی برگردانده شده‌است و چندین بار تجدید چاپ شده‌است:
- کریستوف، جان (۱۳۹۳ (اولین چاپ: ۱۳۷۹)). غارهای فراموشی. ترجمهٔ حسین ابراهیمی الوند. تهران: قدیانی (کتاب‌های بنفشه). شابک ۹۷۸-۹۶۴-۴۱۷-۳۲۳-۳. تاریخ وارد شده در |سال= را بررسی کنید (کمک)